# Benjamin Tomkins

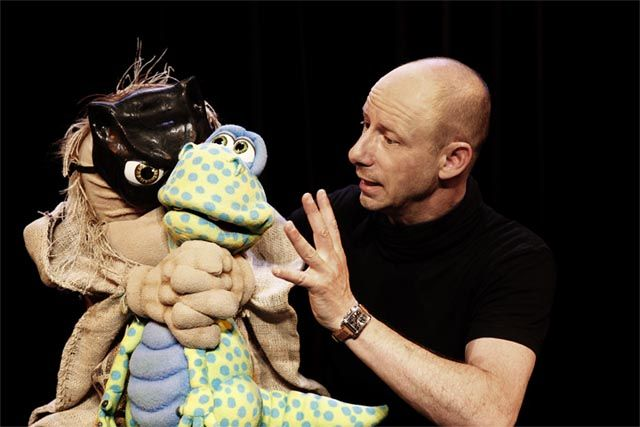
Benjamin Tomkins

Benjamin Amir Tomkins (* 23. August 1965 in Erlangen) ist ein deutscher Autor, Comedian, Puppenspieler und Bauchredner.

## Biografisches
Nach der Schule und einer Lehre betrieb Tomkins ein eigenes Autohaus und organisierte Messeveranstaltungen. Eher zufällig, nach einem Urlaubsaufenthalt mit der Familie in Österreich, kam er im Jahr 2013 zum Bauchreden-Puppenspiel. Mit einer gekauften Puppe übte er und Freunde entdeckten sein Talent auf einer Geburtstagsfeier. Er nahm dann erfolgreich an einem Kleinkunstfestival teil. Nun wendete er sich ganz dem Künstlerleben zu, verkaufte seine Firma, entwickelte einige charakteristische Puppen wie den Alten Sack, King Kong (ein übergroßer weißer Plüsch-Gorilla), einen Frosch als Dosengeist oder den Schimpansen Knut und tritt deutschlandweit damit auf. Er lebt inzwischen im Ort Kirchdorf auf der Insel Poel.

## Auszeichnungen
- 2013: Klagenfurter Kleinkunstpreis Herkules
- 2013: NDR Comedy Contest[4]
- 2013: St. Ingberter Pfanne
- 2013: Herborner Schlumpeweck
- 2014: Rostocker Koggenzieher
- 2014: Dresdner Satire Preis
- 2014: Prix Pantheon

## Bücher

### Als Benjamin Tomkins
- Tote Bauern melken nicht. Ullstein Verlag, 2019, ISBN 978-3-548-06070-5.
- King Kong und die weiße Barbie. Heel Verlag, 2017, ISBN 978-3-95843-568-1.
- V8 ist keine Körbchengröße Heel Verlag, 2018, ISBN 978-3-95843-799-9.
- Wasserleichen beißen nicht[5]
- Pharaonen fluchen nicht[5]
- Tod am Salzhaff[5]

### Unter dem Pseudonym Krinke Rehberg
Kriminalromane schreibt Benjamin Tomkins unter seinem Autoren-Pseudonym Krinke Rehberg.
- Nordsee-Krimis (6 Bände).
- Sylt-Krimis (24 Bände).
- Küsten-Krimis ‚Mord Friesland‘ (3 Bände).
- Aida-Kreuzfahrtkrimis. Frieda Olsen ermittelt (5 Bände).